# 愛の館/禁じられた関係
『愛の館/禁じられた関係』 （　英： Desperate Remedies ）は、1993年に製作されたニュージーランドの映画。
1993年の第46回カンヌ国際映画祭、ある視点部門にて上映された。
日本では劇場未公開。1996年（第5回）東京国際レズビアン&ゲイ映画祭でのオープニング作品として上映された。映画祭での邦題は『運命の誘惑』。

## キャスト
- ドロシー：ジェニファー・ウォード＝リーランド
- ローレンスケヴィン・スミス
- アンヌ：リサ・チャペル
- フレイザー：クリフ・カーティス
- ウィリアム：マイケル・ハースト
- ローズ：キリ・ミルズ
- メアリー：ブリジット・アームストロング
- ティモシー・ラビー
- リチャード・ハンナ